# Dane Scarlett
Dane Scarlett, né le 24 mars 2004 à Londres, est un footballeur anglais qui évolue au poste d'attaquant à Tottenham Hotspur.

## Carrière

### Carrière en club

#### Tottenham
Scarlett fait partie de l'équipe des moins de 18 ans de Tottenham lors de la saison 2019-2020, cependant, la saison se termine prématurément pour lui après une blessure au genou. Il commence à jouer avec la première équipe lors des matchs amicaux de pré-saison en août 2020, mais revKent dans les moins de 18 ans au début de la saison 2020-2021,. Il marque dix buts et fait trois passes décisives en huit matchs; quatre buts, dont trois de la tête, sont marqués lors du match des moins de 18 ans le 21 novembre 2020 contre Southampton qui se solde par une victoire 7-0,.
Formé au Tottenham Hotspur, Dane Scarlett fait ses débuts professionnels avec le club le 26 novembre 2020, entrant en jeu à la place de Lucas Moura lors de la victoire 4-0 contre le Ludogorets Razgrad en Ligue Europa,. À 16 ans et 247 jours, il devient à cette occasion le plus jeune joueur de l'histoire des Spurs, se voyant néanmoins surpasser quelques semaines plus tard par son coéquipier Alfie Devine,,.
Le 12 janvier 2021, il marque cinq buts pour l'équipe U18 lors de la victoire 6-2 contre Newport lors de la FA Youth Cup. Scarlett fait ses débuts en Premier League devenant ensuite le plus jeune joueur du club londonien à évoluer en Premier League, après être entré en jeu contre West Brom le 7 février 2021. L'entraîneur de Tottenham, José Mourinho, déclare : « Je voulais être celui qui le fait jouer dans un match de Premier League. Parce que je sais qu'il sera quelqu'un dans quelques années. » Le 24 février, il devient le plus jeune joueur à faire une passe décisive en Ligue Europa, depuis Kylian Mbappé lors d'une victoire 4-0 contre le Wolfsberger AC, pour son coéquipier Carlos Vinicius. Le 28 mars 2021, Scarlett signe officiellement son premier contrat professionnel avec Tottenham Hotspur. Le contrat du jeune attaquant court jusqu'en 2023, après avoir été déclenché après son 17e anniversaire, exactement le 28 mars 2021,.
Scarlett est titulaire pour la première fois avec Tottenham le 19 août 2021 lors de la première compétition de l'UEFA Europa Conference League contre le F.C. Paços de Ferreira, qui se solde par une défaite 1-0,. Après la fin de la saison 2021-22, Scarlett signe un nouveau contrat avec Tottenham jusqu'en 2026.

#### Portsmouth
Le 27 juillet 2022, Scarlett est prêté à Portsmouth, du côté de la League One, avant la saison 2022-2023 de la League One. Il fait sa première apparition pour le club le 5 août 2022 lors d'une victoire 2-0 contre Cheltenham et marque son premier but professionnel lors d'une victoire 1-0 contre Port Vale le 27 août 2022, pour le compte de la sixième journée. Cela lui vaut, au passage, les éloges de son coach Danny Cowley. À l’occasion de la septième journée, le 3 septembre 2022, Scarlett marque son premier doublé de sa carrière contre Peterborough United.

### Carrière en sélection
Scarlett fait une apparition pour l'équipe nationale anglaise de football des moins de 16 ans en août 2019, jouant contre le Danemark où il marque les deux buts dans une victoire 2-0.
Le 2 septembre 2021, Scarlett fait ses débuts avec les moins de 19 ans d'Angleterre et marque lors d'une victoire 2-0 contre l'Italie à St. George's Park.
Le 17 juin 2022, Dane Scarlett est sélectionné en équipe d'Angleterre pour prendre part à l'Euro des moins de 19 ans en 2022,.
Titulaire lors de la compétition qui a lieu en Slovaquie et auteur d'un doublé en poule contre la Serbie en match de poule,, il atteint avec les Anglais la finale du championnat continental, après avoir battu l'Italie en demi-finale. Scarlett est titulaire pour la finale et l'Angleterre remporte le tournoi avec une victoire 3-1 en prolongation contre Israël le 1er juillet 2022,.
Le 21 septembre 2022, Scarlett fait ses débuts en équipe d'Angleterre des moins de 20 ans en tant que remplaçant lors d'une victoire 3-0 contre le Chili à la Pinatar Arena.

## Palmarès

### En club
- Ipswich Town
  - Vice-champion d'Angleterre de D2 en 2024.

### En sélection
- Angleterre -19 ans
  - Vainqueur du Championnat d'Europe en 2022.

| Saison                | Club                  | Championnat           | Championnat | Championnat | Coupe nationale | Coupe nationale | Coupe de la Ligue | Coupe de la Ligue | Compétition(s) continentale(s) | Compétition(s) continentale(s) | Compétition(s) continentale(s) | Total | Total |
| Saison                | Club                  | Division              | M.          | B.          | M.              | B.              | M.                | B.                | Comp.                          | M.                             | B.                             | M.    | B.    |
| 2020-2021             | Tottenham Hotspur     | Premier League        | 1           | 0           | -               | -               | -                 | -                 | C3                             | 2                              | 0                              | 3     | 0     |
| 2021-2022             | Tottenham Hotspur     | Premier League        | 1           | 0           | 2               | 0               | -                 | -                 | C4                             | 4                              | 0                              | 7     | 0     |
| 2023-2024             | Tottenham Hotspur     | Premier League        | 4           | 0           | 2               | 0               | 1                 | 0                 | -                              | -                              | -                              | 7     | 0     |
| 2024-2025             | Tottenham Hotspur     | Premier League        | 1           | 0           | -               | -               | -                 | -                 | C3                             | 1                              | 1                              | 2     | 1     |
| Sous-total            | Sous-total            | Sous-total            | 7           | 0           | 4               | 0               | 1                 | 0                 | -                              | 7                              | 1                              | 19    | 1     |
| 2022-2023             | Portsmouth FC (prêt)  | League One            | 34          | 4           | 4               | 2               | 2                 | 0                 | -                              | -                              | -                              | 40    | 6     |
| 2023-2024             | Ipswich Town (prêt)   | Championship          | 12          | 0           | -               | -               | -                 | -                 | -                              | -                              | -                              | 12    | 0     |
| 2024-2025             | Oxford United (prêt)  | Championship          | 20          | 4           | 1               | 0               | 1                 | 0                 | -                              | -                              | -                              | 22    | 4     |
| Sous-total            | Sous-total            | Sous-total            | 67          | 8           | 5               | 2               | 3                 | 0                 | -                              | -                              | -                              | 75    | 10    |
| Total sur la carrière | Total sur la carrière | Total sur la carrière | 73          | 8           | 9               | 2               | 4                 | 0                 | -                              | 7                              | 1                              | 93    | 11    |